# Paul Dessau
Paul Dessau (Hamburg, 19. prosinca 1894. – Königs Wusterhausen, 28. lipnja 1979.), njemački skladatelj i dirigent.
Bio je operni dirigent u Kölnu, Mainzu, Berlinu. Emigrirao je 1933., te od 1948. djelovao u Istočnom Berlinu. Isprva je bio pristaša ekspresionizma i tzv. Nove stvarnosti (objektivizma), prihvaća i dodekafoniju, a kasnije, surađujući s Bertoldtom Brechtom, prelazi na društveno angažirani umjetnički smjer, pa teži za što razumljivijim glazbenim izrazom.

## Djela
- opere: "Osuda Lakula", "Puntila", "Lanzelot",
- scenska glazba za Brechtove drame: "Majka Hrabrost i njezina djeca", "Dobri čovjek iz Sečuana", "Kavkaski krug kredom" ,
- kantata "Njemački Miserere".